# Aaton Digital
Aaton Digital (antes conocido como Aaton) es una fábrica francesa de equipos de imágenes en movimiento, con sede en Grenoble (Francia).

## Historia
Aaton fue fundada por el ingeniero Jean-Pierre Beauviala, cuyos esfuerzos se han centrado principalmente en la fabricación silenciosa de hardware de cine portátil adecuado para uso en campo improvisado, como para documentales. Un modelo teórico para todas las cámaras cinematográficas que han producido es el "gato-en-el-hombro", una pequeña, ligera y silenciosa cámara de cine. 
A finales de los 60's Beauviala estaba trabajando como profesor de electrónica en la Universidad de Grenoble. Con el proyecto de hacer una película sobre la evolución de la ciudad y de su arquitectura, pero incapaz de encontrar las herramientas adecuadas, Beauviala decidió crear la cámara por sí mismo. Aunque el proyecto de la película se abandonó, esto condujo a la creación de Aaton en 1971.
Después de varios prototipos iniciales, la cámara de cine Aaton LTR de 16 mm llegó a estar disponible en el mercado a finales del 1970. Ha sido sucedida por varios modelos mejorados, incluyendo la LTR, LTR 54, XTR, X0, XTRplus y XTRProd.
Aaton también fue pionera en la vinculación de código de tiempo para las imágenes en movimiento en la etapa de adquisición. Aatoncode fue uno de los primeros esquemas para codificar una señal de código de tiempo en los márgenes del marco de película de 16 mm, lo que permite la sincronización rigurosa de audio y películas en posproducción.
A partir de enero de 2015, la línea disponible en la actualidad de las cámaras ofrece la Xterà 16mm (junto con sus predecesores siendo utilizado el XTR Prod), la A-Minima (una pequeña videocámara de 16mm de tamaño) y la de 35 mm Penelope (junto con el todavía en uso 35-III).

### Evolución y productos digitales (2004-2013)
En el 2004, Aaton introdujo el Cantar-X, un grabador de audio digital multicanal diseñado para ser utilizado en locaciones.
En 2005/2006, la compañía comenzó a probar y exhibir el sucesor del 35-III, una cámara silenciosa de 35mm llamada Penélope. Especialmente diseñada con un sistema de cámara nativa de 2 perforaciones (con un kit opcional para cambiar a 3-Perf), eventualmente, Penélope ha estado disponible para su compra desde octubre de 2008.
Durante NAB Show Jean-Pierre Beauviala y AbelCine de 2010, la primera cámara digital de Aaton fue anunciada, llamada Delta Penélope. Un prototipo completamente funcional fue exhibido en el NAB Show dos años más tarde, con planes para una prueba limitada en 2012 y una liberación eventual en 2013. Evolución de una variación de la Penélope (con una revista digital) a un nuevo concepto, la cámara más notablemente ofreció un "gato-en-el-hombro" diseño inspirado y un sensor CCD Dalsa Super-35 (con una resolución nativa 3.5K) montado sobre un mecanismo especialmente desarrollado/patentado diseñado para llevar una calidad de imagen sin precedentes, más cerca de lo que una película proporciona.

### Evolución reciente y cambio de nombre (2013-presente)
El 26 de abril de 2013, un comunicado oficial fue emitido por el fundador Jean-Pierre Beauviala anunciando que debido problemas en las cuestiones de calidad que implicaban los sensores Dalsa para la Delta Penélope que estaba prevista, por lo que la compañía tuvo que declararse en quiebra y se llevarían un tiempo para encontrar un nuevo inversor. En mayo de 2013 Beauviala envió un mensaje de correo electrónico detallando la situación de Aaton y explicando que a pesar de los problemas recientes, la compañía estaba todavía funcionando y desarrollando, principalmente, su próxima grabadora de audio digital (denominada provisionalmente Cantar-X+), y una cámara digital de filmación de estilo documental (llamada D-Minima).
El 18 de junio de 2013, Transvideo adquirió Aaton a través de su sociedad de cartera ITHAKI. Aún basado en Grenoble y con el mismo equipo de desarrollo, la nueva empresa ahora llamada Aaton Digital se centró entonces en el lanzamiento de su nueva grabadora digital (el Cantar-X3) y la planeación del lanzamiento de un nuevo "gato-en-el-hombro "(sic).
El 22 de octubre de 2013, Jean-Pierre Beauviala dejó Aaton Digital/Transvideo donde trabajaba como consultor. Esta última información comprometió solamente a Jean-Pierre Beauviala ya que nunca tuvo ningún tipo de cooperación formal con Aaton-Digital.
En marzo de 2014, Aaton Digital presentó oficialmente el Cantar-X3, el próximo sucesor en su línea en el terreno grabadora de audio digital. En marzo de 2015, la primera comercial Cantar-X3 se entrega a la NoyzBoyz en Ámsterdam, más de 100 productos confirman el fantástico interés en la comunidad de audio para este nuevo equipo de sonido, así como la creatividad de los ingenieros de Aaton.

## Productos

### Modelos de cámaras

#### 16 mm
- 7A (introducida en 1972[15])
- LTR (Introducida a finales de los 1970s)
- LTR 54
- XTR
- X0
- XTR Plus
- XTR Prod
- Xterà
- A-Minima

#### 35 mm
- 35-I
- 35-II
- 35-III
- Penelope (introducida en octubre de 2008 2008[7])

#### Digital
- Delta Penelope (discontinuada[2])

### Grabadoras de audio
- Cantar-X (introducida en 2004[4])
- Cantar-X2
- Cantar-X3 (introducida en marzo de 2014[14])